# Government of India Acts
Bei den Government of India Acts handelt es sich um mehrere, während der Kolonialzeit erlassene, Grundgesetze in Britisch-Indien. Alle regelten die Verwaltungsstruktur und die beschränkten Mitspracherechte der einheimischen Bevölkerung. Diese Gesetze mit ihren Ergänzungen bildeten die Verfassung der Kolonie.

## Vorläufer
Mehrere Gesetze wandelten die Britische Ostindien-Kompanie beginnend 1773 (Regulation Act), 1784 (India Act), 1793, 1813 (weitreichende Abschaffung des Handelsmonopols), 1833/4 (Verwaltungskörperschaft ohne Handelskontore) von einer Handelsgesellschaft schrittweise in eine autonome Verwaltungsorganisation unter Kontrolle der britischen Krone um. Nach dem Indischen Aufstand von 1857 übernahm die Krone endgültig die direkte Kontrolle des Landes, die Anteilseigner der Kompanie wurden großzügig abgefunden.

## Government of India Act 1858
Hauptartikel: Government of India Act 1858
Mit dem Government of India Act 1858 den das britische Parlament am 2. August 1858 unter dem Einfluss Palmerstons verabschiedete, wurde Indien zur Kronkolonie. Kernpunkte des Gesetzes waren:
- die Übernahme aller Territorien in Indien von der Ostindien-Kompanie, die zugleich die ihr bisher übertragenen Macht- und Kontrollbefugnisse verlor.
- die Regierung der Besitzungen im Namen der Königin Viktoria (ab 1878 als Kaiserin von Indien) als Kronkolonie. Es wurde ein Secretary of State for India an die Spitze des India Office, das die behördliche Verwaltung von London aus leitete, gestellt. Ihn beriet ein wöchentlich zusammentretendes Beratergremium mit zehn bis 14 Mitgliedern.
- die Übernahme allen Vermögens der Gesellschaft und das Eintreten der Krone in alle zuvor geschlossenen Verträge und Abmachungen.

Gleichzeitig wurde der letzte Großmogul Bahadur Shah II. abgesetzt. Von nun an regierte der Rat des Generalgouverneurs, der dem India Office in London unterstand. Die Doctrine of Lapse wurde aufgegeben, d. h. Fürstenstaaten konnten wieder durch Adoption weitervererbt werden.

## Government of India Act 1919
Als in Indien die Home Rule-Bewegung, geführt von Annie Besant, die sich auch durch den drastischen Rowlatt Act nicht unterdrücken ließ, seit 1915 an Boden gewann, kam man um kosmetische Änderungen am Herrschaftssystem nicht herum. Um die weitere Unterstützung Indiens im Ersten Weltkrieg sicherzustellen, erklärte Außenminister Edwin Samuel Montagu am 20. August 1917, man wolle langsam die Selbstbestimmung Indiens herbeiführen. Wie auch die Balfour-Deklaration und ein gegenüber Irland abgegebenes ähnliches Versprechen, erwies es sich nach Kriegsende als leer.
Es kam zur als Montagu-Chelmsford-Reform bekannten Verfassungsänderung in Form des Government of India Act 1919. Geschaffen wurde Verantwortungsbereiche, die nur vom Vizekönig und seinem Executive Council entschieden wurden (reserved subjects). Die transferred subjects mussten vom Generalgouverneur zusammen mit einem, von ihm ernannten, Fachminister entschieden werden. Die Regelung der Rechtsprechung, Polizei, Außen- und Verteidigungspolitik, sowie fast alle Infrastrukturmaßnahmen blieben in der ausschließlichen Kompetenz des Vizekönigs. Vom Parlament in London beschlossene Gesetze konnten nicht geändert werden.
Das Oberhaus war ein Council of State mit 25 ernannten Mitgliedern, von denen 19 aus dem ICS waren. Dazu kamen 34 gewählte Sitze, von denen 10 für Muslime, 3 für Europäer und 1 für Sikhs reserviert waren. Wahlberechtigt waren alle fünf Jahre nur Reiche.
Vom neuen Legislative Council mit 143 Mitgliedern wurden 103 alle drei Jahre gewählt. Dreißig Sitze waren für Muslime, zwei für Sikhs, neun für Europäer, sieben für Großgrundbesitzer und zwei für Händler. Von den Ernannten waren 25 Offizielle. Die Eigentumsqualifikation war ebenfalls hoch. Nach Lockerungen gab es 1934 ca. 81.000 Frauen unter 1,4 Mio. Wahlberechtigten. Dies bei einer Bevölkerungszahl von 319 Millionen. Beim Vizekönig lag das Recht, beide Kammern einzuberufen, aufzulösen oder ihre Amtszeit beliebig zu verlängern.

### Chamber of Princes
Als beratendes Organ wurde 1921 die Chamber of Princes geschaffen, die die Interessen der Fürstenstaaten vertreten sollte. Außerhalb ihrer einmal jährlichen Tagung, leitete ein Standing Committee die Geschäfte. Mitglieder waren die 108 Fürsten, denen die Briten ein Recht auf 11 oder mehr Schuss Salut zugestanden hatten. Dazu kamen zwölf weitere Mitglieder die unter 127 kleineren Herrschern ausgewählt wurden.

### India Office
Das dem Secretary of State beigegebene Council wurde auf acht bis zwölf Mitglieder verkleinert. Die Hälfte mussten mindestens 10 Jahre in Indien gelebt haben. Sie erhielten für ihre nun monatlichen Treffen ein Salär von £ 1200, plus £ 600, wenn sie ihren Hauptwohnsitz in Indien hatten.

### Provinzebene
Zu den bestehenden Provinzen Madras, Bombay und Bengalen wurde für die United Provinces (U.P.), Assam, Bihar und Orissa, die Central Provinces (C.P.), Birma (ab 1923) und Panjab je ein Gouverneur ernannt. Den Provinzgouverneuren wurde ein Executive Council mit zwei Mitgliedern zur Seite gestellt, von denen einer Inder zu sein hatte. Weitere Minister aus der Legislative konnten kooptiert werden. Indische Minister auf Provinzebene erhielten hauptsächlich die Kontrolle über öffentliche Arbeiten, Bibliotheken, Zoos, Museen, lokale Verbrauchsabgaben, Glücksspiel, Tierschutz, kommunale Verwaltung, das Schul- und Gesundheitswesen für Inder. Volle Kontrolle über die Finanzen und Europäer blieb versagt. Für den Fall, dass ein legislative council einer Vorlage nicht zustimmte, konnte der Gouverneur sie trotzdem zum Gesetz erklären. Von den Mitgliedern der alle drei Jahre zu wählenden Legislative durften nicht mehr als 20 % dem ICS angehören, 70 % mussten (nach kommunalistischen Grundsätzen) gewählt sein, einige Sitze wurden für Minderheiten reserviert. Zu letzteren wurden auch anglo-indische Mischlinge, Christen, Universitäten und Großgrundbesitzer gerechnet. Aktiv wahlberechtigt waren nicht-geisteskranke männliche britische Untertanen, die mindestens 21 Jahre alt waren und einen gewissen Satz an Grund- oder Einkommensteuer zahlten. Das passive Wahlrecht hatten unbescholtene mindestens 25 Jahre alte Männer, die nicht dem Vermögensverfall unterlagen.
Im Laufe der Zeit ergingen Änderungsgesetze, die verschiedene Aspekte der Administration neu regelten. Dies waren:
- Government of India (Amendment), 1933
- Government of India (Civil Services) Act, 1925
- Government of India (Indian Navy) Act, 1927
- Government of India (Leave of Absence) Act, 1924
- Government of India (Reprinting) Act, 1935
- Government of India (Statutory Commission) Act, 1927

Keinerlei Selbstbestimmung gab es in „rückständigen Gebieten,“ wozu Grenzgebiete, Birma (bis 1923), die North-West Frontier Province, Coorg (ab 1923 Council mit stark eingeschränkten Rechten), Belutschistan, Delhi (weiter regiert unter Act XIII von 1912) und Ajmer-Merwara gehörten. Dort sollten die Chief Commissioner Councils mit beratender Funktion einrichten. Ebenso ausgeschlossen waren Scheduled Districts, gemäß den Bestimmungen von 1874, wie die Chittagong Hill Tracts, Lakkadiven usw.

## Government of India Act 1935
Mit dem Government of India Act 1935 wurde eine Struktur mit klar definierten Bereichen erstmals verfassungsmäßig fixiert. Beginnend mit der Simon-Kommission hatten 1927 Beratungen zu einer Reform begonnen. Ab 1932 nahmen indische nationalistische Kräfte an den Beratungen des runden Tisches nicht mehr teil. Die 1930–31 in der Gandhi’schen Kampagne des zivilen Ungehorsams gewonnenen Konzessionen wurden dann auch nicht Teil des im August 1935 in Kraft tretenden Gesetzes. Ebenso unter den Tisch fiel stillschweigend das von Lord Irwin 1929 gemachte Angebot des Dominion-Status.
Die geplante Direktwahl des zu schaffenden Zentralparlaments wurde in eine indirekte verwandelt. Ein wesentlicher Fortschritt war die Einführung ministerieller Verantwortlichkeit und eine Ausweitung des Stimmrechts für die zweiten Kammern auf Provinzebene, nun 30 Mio. gegenüber vorher 6½ Mio. Wahlberechtigten. Es sollte eine Föderation mit den Fürstenstaaten geschaffen werden, jedoch erst nachdem mindestens die Hälfte der Rajas ihre Beitrittsbereitschaft erklärt hatten. Die neu zu schaffende Zentralbank (Central Reserve Bank) und die Eisenbahnen blieben außerhalb parlamentarischer Kontrolle. Die letztinstanzliche Kontrolle der Staatsfinanzen ging von London auf den Vizekönig in New Delhi über. Den Gouverneuren verblieb das Recht, die Legislaturen einzuberufen oder aufzulösen. Grenzregionen blieben weiterhin von der Selbstverwaltung ausgeschlossen. § 93 gab dem Gouverneur das Recht, einzelne Provinzen auf unbestimmte Zeit unter seine direkte Verwaltung zu stellen. Die geschaffenen Strukturen dienten in vielem als Vorlage für die nach der Unabhängigkeit in Kraft getretene Indische Verfassung.
Auf zentraler Ebene sollte ein bi-kamerales Parlament geschaffen werden. Das Oberhaus (Council of State) sollte 276 Mitglieder haben, von denen 104 von den Fürsten benannt wurden. In der Federal Assembly hätten 125 der 375 Mitglieder ernannt werden sollen. Doch das nötige Quorum der Fürsten wurde nie erreicht. Auf der Ebene der Zentralverwaltung blieb der Zustand von 1919 bis auf weiteres in Effekt.
Birma wurde 1936 als separate Kolonie aus Britisch-Indien ausgegliedert, was im Government of Burma Act 1935 geregelt wurde. Gewisse Gebiete wurden zu excluded areas erklärt, in denen die indischen Gesetze nicht gelten sollten, sondern die unter direkter Verwaltung des jeweiligen Gouverneurs standen. Die meisten dieser Gebiete lagen im Bereich des ungeteilten Assam.

### Provinzen
Die Reformen auf Provinzebene konnten umgesetzt werden. Man plante für 1937 erste Wahlen zu den neuen Parlamenten. Innerhalb der Kongresspartei kam es zu einer intensiven Debatte, ob man an den Wahlen teilnehmen solle. Auf den Parteitagen in Lucknow und Faizapur entschied man sich, an den Wahlen teilzunehmen, jedoch noch nicht, ob man die Mandate annehmen werde.
Bei den Wahlen gewann der Congress 716 der möglichen 1161 Sitze. Außer in Bengalen, Nordwestliche Grenzprovinz, Panjab und Sind errang man die Mehrheit. Im Juli 1937 wurden in sechs Provinzen Congress-Regierungen gebildet, später kamen noch Assam und NWFP hinzu. Damit kam es erstmals zur effektiven Einbindung von Indern in den politischen Entscheidungsprozess. Die Nationalisten nutzten ihre Ämter in kreativer Weise, um für die volle Unabhängigkeit einzutreten. Im Oktober 1939 traten sämtliche Congress-Minister zurück, da man die Briten im Zweiten Weltkrieg nur dann unterstützten wollte, wenn das Land volle Unabhängigkeit erhalten hatte. Die Zentralregierung regierte im Wesentlichen durch Notverordnungen (Ordinances) im Rahmen des Kriegsrechts.